# Loophole
Pour les articles homonymes, voir Loophole (en) pour le film américain (1954).
Pour plus de détails, voir Fiche technique et Distribution.
Loophole est un film britannique de John Quested (en) sorti en 1981.

## Synopsis
Stephen Booker, jeune architecte de son État, se retrouve au chômage à la suite de la fermeture du cabinet dont il était associé. Alors qu'il est désespéré et surendetté, il est engagé par un certain Mike Daniels pour faire surélever un immeuble. Mais Booker apprend vite que ce projet est une couverture et que Daniels est en fait un escroc qui prépare un casse…

## Fiche technique
- Réalisation : John Quested (en)
- Scénario : Jonathan Hales d'après le roman de Robert Pollock
- Directeur de la photographie : Michael Reed
- Montage : Ralph Sheldon
- Musique : Lalo Schifrin
- Costumes : Bridget Sellers
- Décors : Maurice et Syd Cain (en)
- Production : Julian Holloway et David Korda
- Genre : Drame
- Pays :  Royaume-Uni
- Durée : 105 minutes (1 h 45 min)
- Date de sortie : Mars 1981 ( Royaume-Uni)

## Distribution
- Albert Finney (VF : Jean-Claude Michel) : Mike Daniels
- Martin Sheen (VF : Bernard Murat) : Stephen Booker
- Susannah York : Dinah Booker
- Colin Blakely : Gardner
- Jonathan Pryce : Taylor
- Robert Morley : Godfrey
- Alfred Lynch : Harry
- Tony Doyle : Nolan
- Christopher Guard : Cliff
- Gwyneth Powell : Doreen
- Jerry Harte : Maxwell
- Terrence Hardiman : David